# روهغام بايين
روهغام بايين (بالفارسية: روهگام پایین) هي قرية تقع في قسم باهوكلات الريفي (مقاطعة تشابهار) في إيران. يقدر عدد سكانها بـ 213 نسمة بحسب إحصاء 2016.